# Järnsidorna

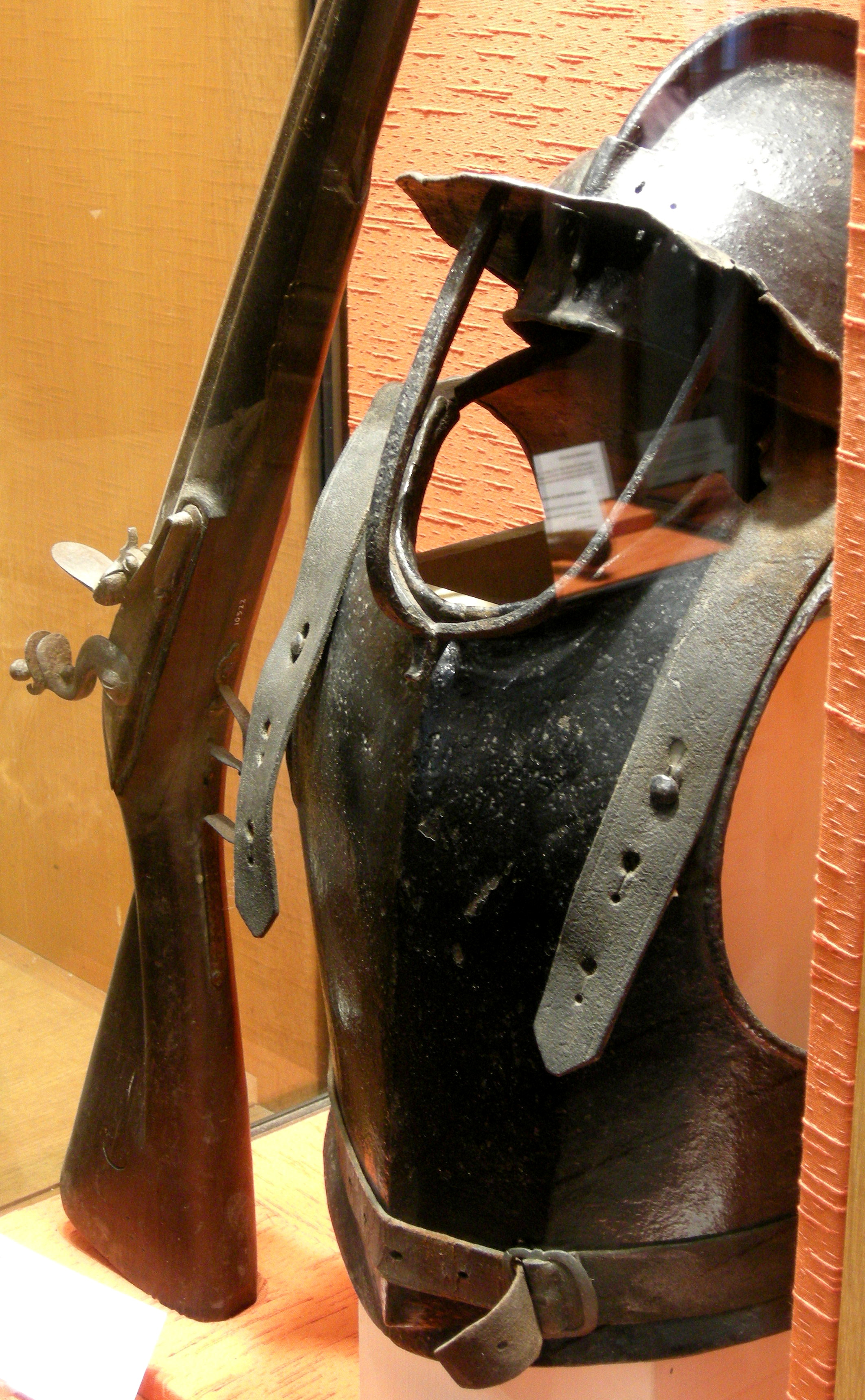
Hjälm, harnesk och flintlåsmusköt från engelska inbördeskrigets tid.

Järnsidorna (engelska Ironsides) var den ryttartrupp som Oliver Cromwell, som även kallades Ironside, satte upp och anförde under engelska inbördeskriget. Detta kavalleri stred på parlamentets sida mot rojalisterna. I slaget vid Marston Moor, nära York 1644, där den kungliga saken i norra England fick dödsstöten, var det Cromwell och hans järnsidor som avgjorde striden till parlamentets förmån.